# Triumph of Spirit over Matter
Triumph of Spirit over Matter is een opera van Wim Henderickx uit 2000. Het werk werd opgedragen aan zijn vrouw en kinderen.

## Geschiedenis
In 1998 schreef Henderickx voor Muziektheater Transparant het muziektheaterstuk Behouden stem. Deze eerste samenwerking met dit theater werd in 1999 gevolgd door deze opera op libretto van Johan Thielemans. De première was op 10 maart 2000 in het Brusselse Lunatheater in een regie van Johan Simons en Paul Koek. De muzikale leiding was in handen van Etienne Siebens en de decors waren van de architect Francine Houben. De muziek werd uitgevoerd door het Prometheus Ensemble.

## Inhoud
De opera vertelt in zestien scènes het verhaal van de kunstenaar Beck (geïnspireerd op Max Beckmann) en de eigenaar van een galerie, Gunther Dreck. Daarbij fungeert de geliefde van Beck, Elsie, als bemiddelaar tussen kunstenaar en galerist/de buitenwereld. Beck en Dreck die allebei aan de grond zitten sluiten een overeenkomst waarbij Beck moderne, abstracte schilderijen als vervalsingen van moderne kunstenaars zal maken. Als alles uitkomt wordt Beck gearresteerd en stort Dreck in.

## Rolverdeling première
- Beck: Robin Adams
- Elsie: Elena Ferrari
- Gunther Dreck: Eberhard Francesco Lorenz
- Theo: Werner van Mechelen
- Frank Beacon: Wilfried Van den Brande